# Hogna hawaiiensis
Hogna hawaiiensis este o specie de păianjeni din genul Hogna, familia Lycosidae. A fost descrisă pentru prima dată de Simon, 1899. Conform Catalogue of Life specia Hogna hawaiiensis nu are subspecii cunoscute.